# Chiesa greco-cattolica ucraina
La Chiesa greco-cattolica ucraina (in ucraino Українська Греко-Католицька Церква?, Ukraïns'ka Hreko-Katolyc'ka Cerkva) è una Chiesa arcivescovile maggiore cattolica di rito bizantino e di lingua liturgica ucraina, presente in Ucraina (vedi Chiesa cattolica in Ucraina) e in altri paesi del mondo, che mantiene la comunione con la Chiesa di Roma.
La Chiesa ha per primate l'arcivescovo maggiore di Kiev-Halyč; la sede della Chiesa è stata ufficialmente trasferita dalla storica sede di Leopoli alla capitale Kiev, con conseguente modifica del titolo primaziale, il 21 agosto 2005.
L'attuale titolare è l'arcivescovo maggiore Svjatoslav Ševčuk.
La Chiesa greco-cattolica ucraina ha numerose arcieparchie, esarcati apostolici e eparchie anche al di fuori dell'Ucraina, in Europa e America.

## Storia

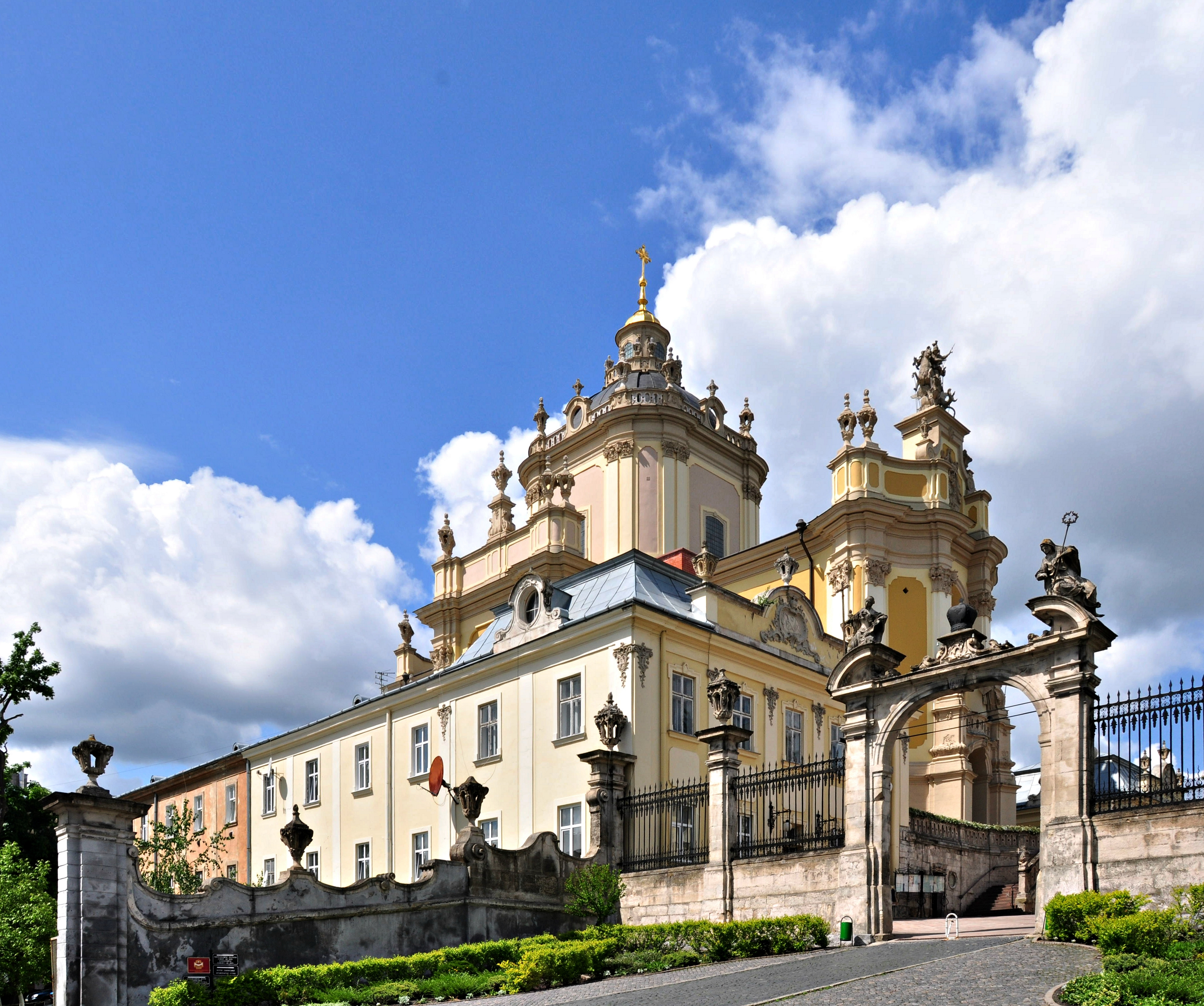
La cattedrale di San Giorgio a Leopoli

Durante il regno del granduca Jaroslav il saggio (1015-1054) in Ucraina prevalevano il rito, la disciplina e la lingua slavi, e su tali basi cristiane fu edificata la legislazione e la vita pubblica.
La rottura della comunione con la Sede apostolica di Roma da parte della Chiesa bizantina non fu immediata per la Chiesa dell'antica Rus', tanto è vero che il successore di Jaroslav, il principe Iziaslav, trovandosi in difficoltà si rivolse nel 1075, tramite il figlio Jaropolk, a papa Gregorio VII per mettere sé stesso e il suo dominio sotto la protezione di Roma.
Poiché la Chiesa seguiva le vicissitudini della storia del paese, in seguito si trovò divisa tra la comunione con Roma e la comunione con Costantinopoli prima, e con Mosca poi. Fu concordata un'unione nel 1440 seguita al Concilio di Firenze del 1439 ma questa voluta dall'allora Impero bizantino (che aveva bisogno dell'aiuto delle potenze occidentali contro il pericolo turco) durò pochi anni nonostante l'impegno del metropolita Isidoro di Kiev (un greco che divenne poi cardinale romano) e il sostegno del futuro Re di Polonia Casimiro (che come sovrano del granducato di Lituania dominava gran parte dell'attuale Ucraina) e dopo il 1453 (ossia dopo la caduta di Costantinopoli in mano all'Impero ottomano) clero e fedeli di rito orientale ruppero l'unione. Una nuova unione, detta Unione di Brest, fu concordata nel 1595 a Roma, poi ratificata a Brest Litovsk nel 1596: in quell'occasione, oltre all'arcieparchia metropolitana di Kiev (dove si trova la chiesa di Santa Sofia fatta costruire da Jaroslav il saggio) e ad altre eparchie dette della Rutenia Bianca, si unirono delle terre rimaste in territorio ucraino e cioè le eparchie della Volinia.

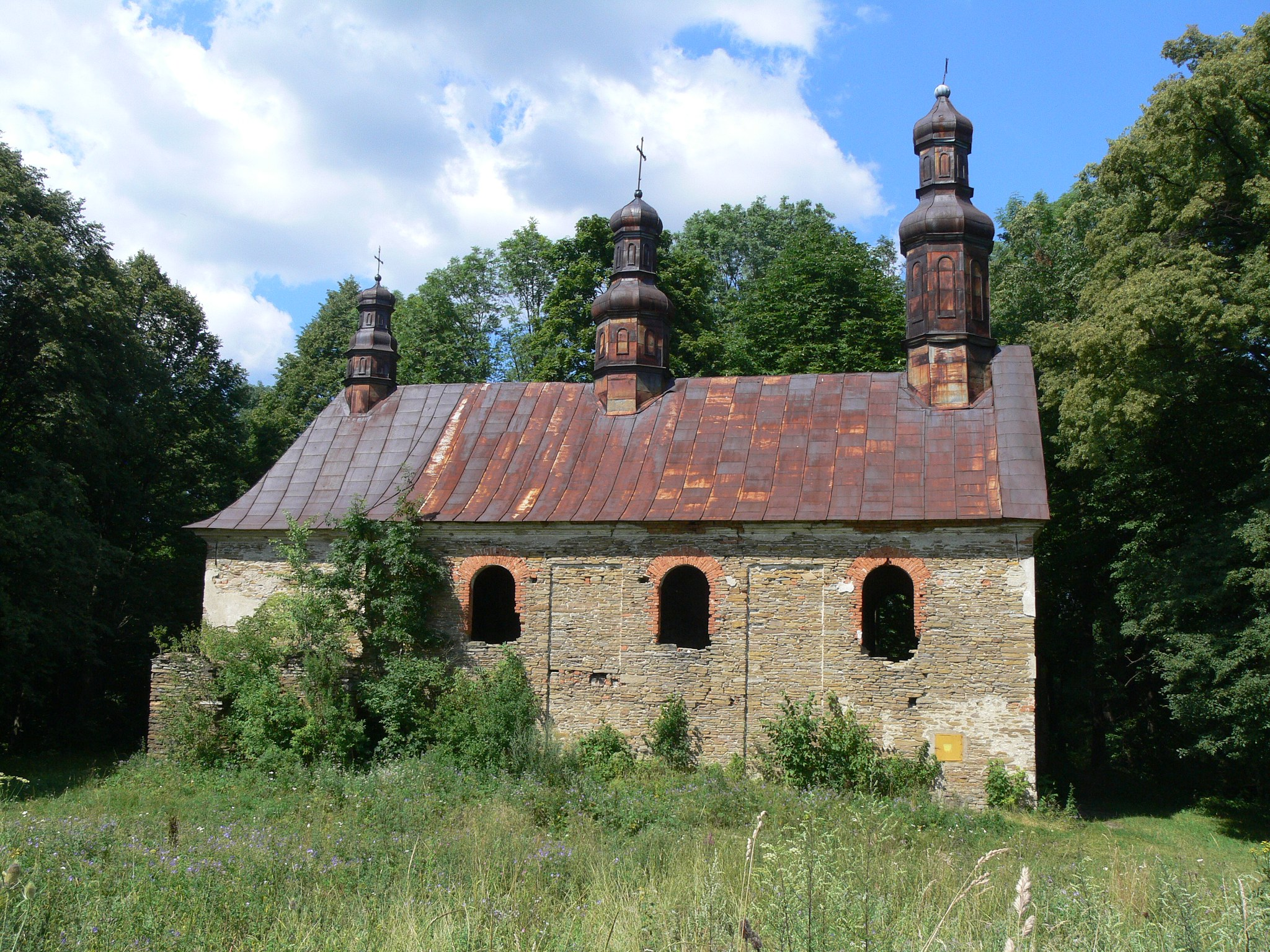
Chiesa greco-cattolica ucraina abbandonata a Królik, in Polonia

Ma nella regione di Kiev i Cosacchi, oltre a una loro rivendicazione politica di un'Ucraina libera e indipendente dalla Polonia e dalla Russia, vollero il ritorno della gerarchia ortodossa, considerando l'unione con Roma una cosa polacca. L'unione fu comunque ristabilita nel 1620 e il Metropolita si stabilì nella città di Kiev. Il più importante di questi metropoliti fu Pietro Mogila, il quale fondò a Kiev una scuola di tipo occidentale, divenuta più tardi una celebre accademia teologica. Ma neppure questa gerarchia durò a lungo, poiché i sovrani polacchi accettarono di riconoscerla a patto di avere un diritto di presentazione dei vescovi; in virtù di questo diritto furono nominati vescovi che nel corso del Seicento si convertirono all'Unione con Roma. Dopo il 1702 non rimanevano più vescovi ortodossi nella confederazione polacco-lituana (la sede metropolitana ortodossa di Kiev continuò ad esistere perché da metà Seicento Kiev era diventata russa, così come altre eparchie nell'odierna Ucraina orientale) ma nel 1720, in seguito a delle riforme liturgiche che trovarono una certa opposizione, fu fondata la nuova eparchia ortodossa di Mohylëv-Mscislaŭ-Orša,  riconosciuta dalle autorità polacche e posta sotto la protezione dell'Impero russo.
In base alla pace di Andrusovo (1667) tra la Polonia e Moscovia, che pose fine alle principali guerre cosacche, tutta la riva sinistra del Dnepr e anche la città di Kiev sulla riva destra passarono alla Moscovia, che da allora assunse definitivamente il nome ufficiale di Russia. Il Patriarcato di Mosca volle allora assoggettare il Metropolita di Kiev alla sua giurisdizione, anche in base a un decreto conciliare, emanato prima del 1054, che riconosceva al Patriarca di Costantinopoli il diritto di evangelizzazione delle terre d'oriente.
Questo diritto di evangelizzazione era esercitato da Mosca in nome e per conto dell'ecumene ortodosso, ma fu applicato dopo una lunga resistenza nel 1685. Nel XVIII secolo la Chiesa che si trovava in Polonia prima dell'ennesima spartizione della Polonia, la metropolia di Kiev unita, contava fino a 3 milioni di fedeli, di cui una parte di biancoruteni (al nord) e l'altra di ucraini (al sud).
Seguendo la storia della nazione polacca, la Chiesa greco-cattolica in Bielorussia, caduta l'ultima illusione di indipendenza dalla Russia con la sconfitta di Napoleone I, fu posta sotto l'amministrazione dallo zar di tutte le Russie che continuò a riconoscere la sua presenza legale (già nel 1772, con la prima spartizione della Polonia, si era trovata in territorio russo l'arcieparchia di Polack). Nel 1839 il clero greco-cattolico riunito in sinodo a Polack e guidato dal vescovo Josef Siesmasko (che già da teologo uniate aveva proposto nel 1827 una forma di ricongiungimento con gli ortodossi), annullò l'Unione di Brest e chiese di far parte della Chiesa ortodossa russa. Nel Regno di Polonia, Stato semiautonomo "confederato" alla Russia dopo il 1815, la Chiesa greco-cattolica esistette fino al 1875.
Continuarono invece ad aderire pienamente all'Unione con Roma le eparchie nell'attuale Ucraina occidentale, poiché si trovavano nella monarchia asburgica (nel Regno di Galizia e Lodomeria), e quindi in ambito cattolico, l'arcieparchia di Leopoli divenne quindi il centro spirituale e la sua sola sede metropolitana, pur essendo stata una delle ultime eparchie ortodosse a ratificare l'unione (a inizio Settecento, oltre un secolo dopo il concilio di Brest).
La resistenza del clero e dei fedeli cattolici in Russia fu lunga ed eroica. Molti furono deportati in Siberia e non pochi preferirono morire pur di rimanere in comunione con Roma.
Scomparsi i propri sacerdoti greco-cattolici, avendo il clero latino ricevuto ordini severissimi di non prestare ministero agli uniati per non avere ripercussioni politiche, alcuni gesuiti della provincia di Galizia (allora territorio dell'Impero austro-ungarico), provveduti di facoltà speciali, esercitarono presso di loro clandestinamente un apostolato pieno di difficoltà e di pericoli.
Quando nel 1905 fu data la libertà religiosa (rimanendo tuttavia in vigore il divieto di costituire comunità cattoliche di rito bizantino-slavo), un numero considerevole di fedeli si dichiararono pubblicamente cattolici di rito latino. Altri poterono tornare all'Unione nel periodo fra il 1918 e il 1938, conservando il proprio rito. Per essi la Sede apostolica nominò nel 1931 un visitatore apostolico nella persona del vescovo redentorista Mykola Čarnec'kyj, morto nel 1959, proclamato beato nel 2001 da papa Giovanni Paolo II.
Iniziata la "guerra fredda", dopo la fine della seconda guerra mondiale, il regime comunista, a partire da Stalin che considerava la religione e la Chiesa di Roma nemici del comunismo, perseguitò in diversi modi le Chiese fedeli a Roma come pure l'Ortodossia. Con il pontificato di papa Giovanni XXIII e le aperture del Concilio Vaticano II, grazie all'appoggio dato dal papa alla soluzione per la crisi dei missili a Cuba avvenuta tra il presidente degli Stati Uniti John Fitzgerald Kennedy e il Segretario Generale del Partito Comunista dell'Unione Sovietica Nikita Chruščëv, si stabilirono relazioni non ufficiali tra la Curia romana e il Partito Comunista dell'Unione Sovietica per il rilascio dai gulag siberiani di membri della gerarchia cattolica uniate, in particolare di Josyp Slipyj nominato cardinale in pectore da Giovanni XXIII, senza però che fosse reso pubblico, e divenendolo ufficialmente solo nel 1965 per opera di papa Paolo VI, permettendo così seppur molto lentamente la rinascita della Chiesa greco-cattolica ucraina.

## Struttura

### In Ucraina
L'Ucraina, a eccezione della Transcarpazia, rappresenta il territorium proprium dell'arcivescovato maggiore di Kiev-Halyč, direttamente dipendente dall'arcivescovo maggiore, dal 2011 Svjatoslav Ševčuk.
Provincia ecclesiastica di Kiev
- Arcieparchia di Kiev, sede propria dell'arcivescovo maggiore (senza suffraganee)

Provincia ecclesiastica di Ivano-Frankivs'k
- Arcieparchia di Ivano-Frankivs'k (1)
  - Eparchia di Černivci (2)
  - Eparchia di Kolomyja (3)

Provincia ecclesiastica di Leopoli
- Arcieparchia di Leopoli (4)
  - Eparchia di Sambir-Drohobyč (5)
  - Eparchia di Sokal'-Žovkva (6)
  - Eparchia di Stryj (7)

Provincia ecclesiastica di Ternopil'-Zboriv
- Arcieparchia di Ternopil'-Zboriv (8)
  - Eparchia di Bučač (9)
  - Eparchia di Kam"janec'-Podil's'kyj (10)

Esarcati arcivescovili
- Esarcato arcivescovile di Donec'k
- Esarcato arcivescovile di Charkiv
- Esarcato arcivescovile di Luc'k
- Esarcato arcivescovile di Odessa
- Esarcato arcivescovile di Crimea

### Nella diaspora

#### Polonia: Provincia ecclesiastica di Przemyśl-Varsavia
- Arcieparchia di Przemyśl-Varsavia
  - Eparchia di Breslavia-Koszalin
  - Eparchia di Olsztyn-Danzica

#### Canada: Provincia ecclesiastica di Winnipeg
- Arcieparchia di Winnipeg
  - Eparchia di Edmonton
  - Eparchia di Toronto
  - Eparchia di Saskatoon
  - Eparchia di New Westminster

#### Stati Uniti: Provincia ecclesiastica di Filadelfia
- Arcieparchia di Filadelfia

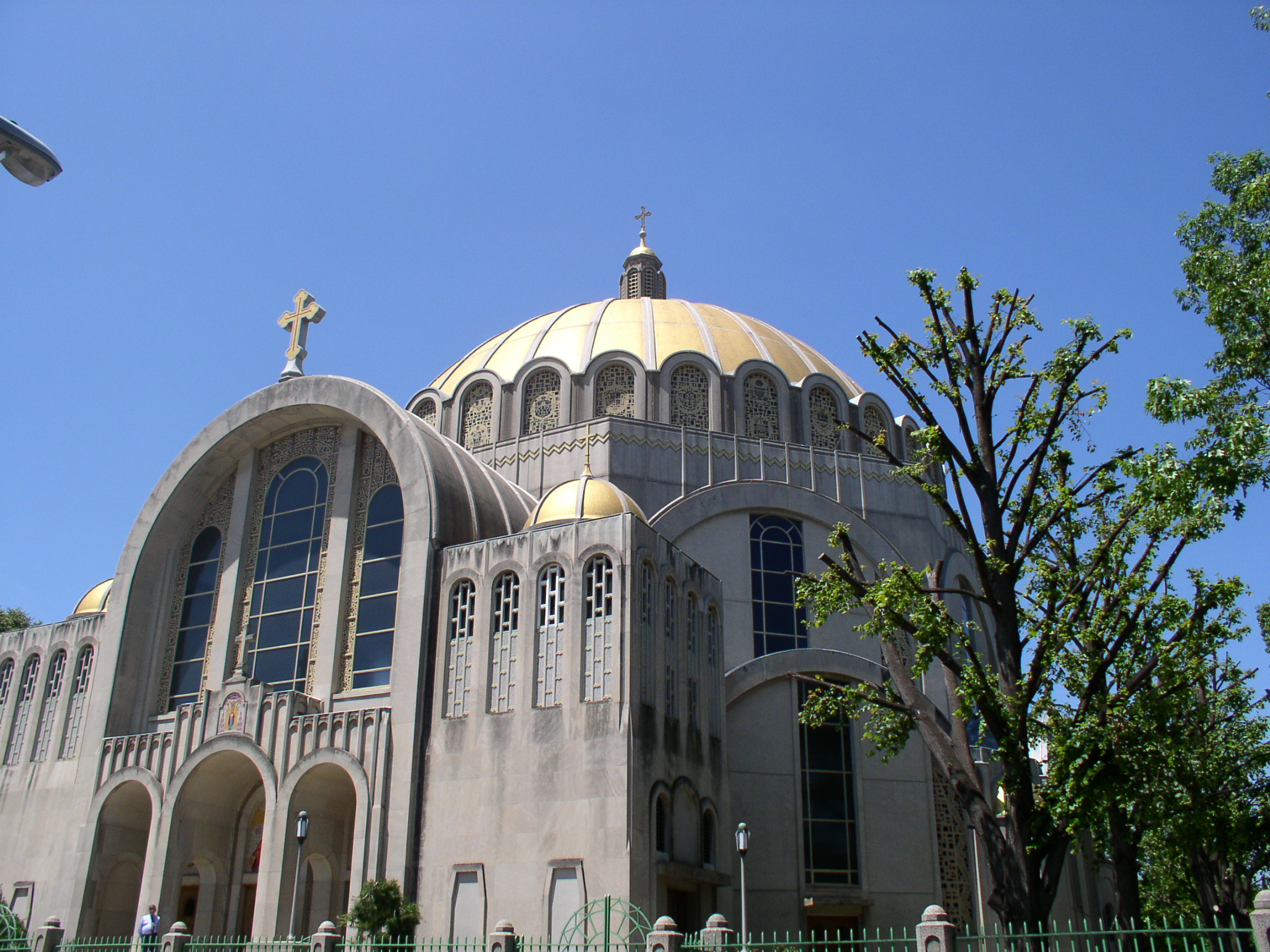
Cattedrale ucraina dell'Immacolata Concezione a Filadelfia

  - Eparchia di San Nicola di Chicago
  - Eparchia di Stamford
  - Eparchia di San Giosafat di Parma

#### Brasile: Provincia ecclesiastica di Curitiba
- Arcieparchia di San Giovanni Battista di Curitiba
  - Eparchia dell'Immacolata Concezione di Prudentópolis

#### Circoscrizioni suffraganee di arcidiocesi di rito latino
- Eparchia dei Santi Pietro e Paolo di Melbourne ( Australia e  Nuova Zelanda) – suffraganea dell'arcidiocesi di Melbourne
- Eparchia di Santa Maria del Patrocinio in Buenos Aires ( Argentina) – suffraganea dell'arcidiocesi di Buenos Aires

#### Circoscrizioni immediatamente soggette alla Santa Sede
- Eparchia di San Vladimiro il Grande di Parigi ( Francia)
- Eparchia della Sacra Famiglia di Londra ( Regno Unito per i fedeli della sola Gran Bretagna)
- Esarcato apostolico di Germania e Scandinavia ( Germania,  Danimarca,  Norvegia,  Svezia)
- Esarcato apostolico d'Italia ( Italia)
- Amministrazione apostolica del Kazakistan e dell'Asia Centrale ( Kazakistan,  Uzbekistan,  Kirghizistan,  Tagikistan,  Turkmenistan).

## Sinodo arcivescovile
Elenco dei presidenti del Sinodo della Chiesa greco-cattolica ucraina:
- Arcivescovo Maxim Hermaniuk, C.SS.R. (1969 - 1974)
- Cardinale Josyp Slipyj (1980 - 7 settembre 1984)
- Cardinale Myroslav Ivan Ljubačivs'kyj (7 settembre 1984 - 14 dicembre 2000)
- Cardinale Lubomyr Husar, M.S.U. (26 gennaio 2001 - 10 febbraio 2011)
- Arcivescovo maggiore Svjatoslav Ševčuk, dal 25 marzo 2011